# Lisa Fauci
Lisa J. Fauci (née le 21 septembre 1960) est une mathématicienne américaine, professeure titulaire de la chaire Pendergraft Nola Lee Haynes de mathématiques à l'Université Tulane. Ses recherches concernent la mécanique des fluides numérique des processus biologiques. Elle est présidente de la Society for Industrial and Applied Mathematics (2019-2020).

## Carrière
Lisa Fauci est née à Brooklyn, New York. Elle effectue ses études de premier cycle à l'Université Pace, où elle a été encouragée à poursuivre en mathématiques par son mentor, Michael Bernkopf. Après avoir obtenu un B. Sc. en mathématiques, en 1981. elle poursuit des études supérieures au Courant Institute of Mathematical Sciences de l'Université de New York ; elle obtient un master en 1984, et son doctorat en 1986, sous la supervision de Charles S. Peskin. Elle travaille à l'université Tulane depuis 1986.

## Prix et distinctions
En 2012 Fauci est devenue fellow de la Society for Industrial and Applied Mathematics « pour ses contributions à la dynamique numérique des biofluides et ses applications. ». En 2016 elle est lauréate de la Conférence Sofia Kovalevskaïa décernée par la Society for Industrial and Applied Mathematics (SIAM) conjointement avec l'Association for Women in Mathematics (AWM)

## Publications
- Computational modeling in biological fluid dynamics, 2001